# Meleaba
Meleaba is een geslacht van vlinders van de familie Uraniavlinders (Uraniidae), uit de onderfamilie Epipleminae.

## Soorten
- M. antithetes Dyar, 1913
- M. balzapambaria Oberthür
- M. bimacula Schaus
- M. comprimaria Geyer, 1827
- M. theclaria Walker, 1861
- M. urania Dyar, 1913